# Ecnomus oppositus
Ecnomus oppositus är en nattsländeart som beskrevs av Martynov 1935. Ecnomus oppositus ingår i släktet Ecnomus och familjen trattnattsländor. Inga underarter finns listade i Catalogue of Life.